# Dikirion und Trikirion

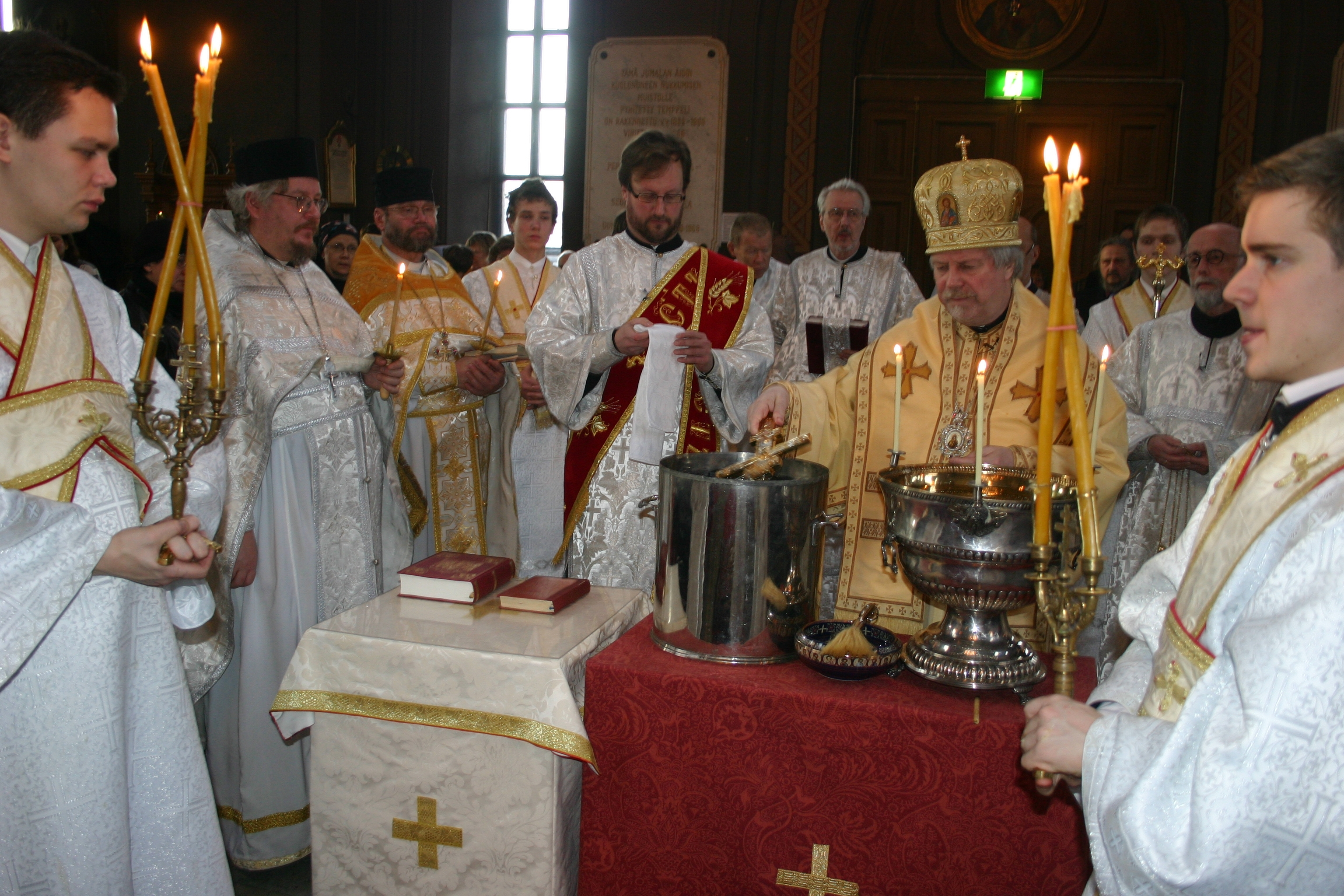
Wasserweihe in der Uspenski-Kathedrale, links Trikirion, rechts Dikirion

Dikirion und Trikirion (griechisch, aus δίς „zweifach“ bzw. τρίς „dreifach“ und κηρίων „Wachslicht“) sind Kerzenhalter zum liturgischen Gebrauch, die bei der Feier der Göttlichen Liturgie mit Mitgliedern des Episkopats Verwendung finden. Es handelt sich hierbei um ein Spezifikum der orthodoxen Kirchen sowie jener Kirchen, die nach den ostkirchlichen Riten die Liturgie feiern, aber den Papst als Oberhaupt anerkennen (die sogenannten unierten Kirchen).

## Aussehen und Verwendung
Beide Kerzenhalter haben stets eine flache Grundplatte, damit sie auch am Altar frei stehen können. Von dieser Grundplatte ragt ein vertikaler Schaft auf, der sich danach jeweils in zwei (Dikirion) bzw. drei (Trikirion) Äste – als Halterungen für die Kerzen – verzweigt.
Die zwei Kerzen des Dikirions stehen für die zweifache Natur Jesu Christi (Gott und Mensch), die drei Kerzen des Trikirions repräsentieren die Dreifaltigkeit.
Während der Göttlichen Liturgie stehen die beiden Kerzenhalter jeweils am nordöstlichen bzw. am südöstlichen Ende des Altars. Wenn der Bischof von den Kerzen Gebrauch machen muss, werden ihm diese von den Diakonen und Subdiakonen gebracht. Den Trikirion hält der Bischof in der rechten, den Dikirion in der linken Hand.

## Osterwoche
In der Woche von der Osternacht bis zum ersten Sonntag nach Ostern ist ein spezieller Trikirion in Gebrauch. Diesen darf jeder Priester bei der Zelebration verwenden, im Unterschied zu dem Leuchter mit den drei Kerzen, mit dem das Jahr über der Bischof während der Liturgie segnet. Form, Farbe und Anordnung dieses Ostertrikirion sind nicht streng vorgeschrieben, die Kerzen können unterschiedlich sein und unterschiedlich miteinander verbunden sein, ein standfester Leuchter ist nicht notwendig. 